# Saint-Étienne-du-Gué-de-l'Isle
Pour les articles homonymes, voir Saint-Étienne (homonymie).
Saint-Étienne-du-Gué-de-l’Isle [sɛ̃tetjɛndygedlil] est une commune du département des Côtes-d'Armor, dans la région Bretagne, en France.

## Géographie
Saint-Étienne-du-Gué-de-l'Isle est située au centre de la Bretagne dans la pointe de l'extrême sud des Côtes-d'Armor qui s'insère dans le Morbihan. Les villes les plus proches sont Loudéac et Pontivy.
| - OpenStreetMap Limite communale. |

|                   | Plumieux                       | Plumieux   |
| Bréhan (Morbihan) | Saint-Étienne-du-Gué-de-l'Isle | Plumieux   |
|                   |                                | Le Cambout |

### Relief
Le territoire de la commune s'étend sur 1 489 hectares. À petite échelle, on remarque qu'elle a grossièrement la forme d'une botte renversée. Elle s'allonge sur onze kilomètres et n'a que quatre kilomètres dans sa plus grande largeur. Elle est limitée à l'ouest par la rivière du Lié qui assure la séparation avec le Morbihan. Elle est traversée du nord au sud par la route départementale 778.
Le territoire de la commune se situe dans le bassin du Lié, et sur un plan plus vaste, sur ce qu'on appelle improprement le plateau de Rohan. Le relief est peu accidenté et s'abaisse du nord-est au sud-ouest en direction de la rivière du Lié qui coule nord-sud dans une vallée large et plate. Le point culminant au nord-est, près du Rossonoux, est à 145 mètres et le point le plus bas sur le Lié au sud-ouest est à 58 mètres. Les ruisseaux qui coulent dans le sens est-ouest dessinent un paysage de croupes et de bosses largement cultivées.
Les roches constituant ce relief sont majoritairement des schistes briovériens, portant le nom de phyllades de Saint-Lô. On trouve au sud un filon de quartz, qui a permis de construire les soubassements de pas mal de maisons en terre anciennes. Un filon de dolérites ouralitisées du côté de Gas-de-Bois a vraisemblablement permis (voir partie histoire) l'exploitation de minerais de fer dans des siècles passés. Alors que, le long de la rivière, les matériaux qui affleurent sont des alluvions, sur les hauteurs du côté de Guerfiac, Grand-Bocmé, Linio, s'étalent les « sables des hauteurs » constitués d'argiles sableuses associés à de nombreux débris de quartz : à l'état naturel, ces sols sont peu fertiles, surtout quand l'écoulement est faible.

### Hydrographie
Pour un article plus général, voir Réseau hydrographique des Côtes-d'Armor.
La commune est située dans le bassin Loire-Bretagne. Elle est drainée par le Lié et un autre petit cours d'eau,.
Le Lié, d'une longueur de 61 km, prend sa source dans la commune de Plœuc-L'Hermitage et se jette  dans l'Oust à Forges de Lanouée, après avoir traversé 15 communes. 

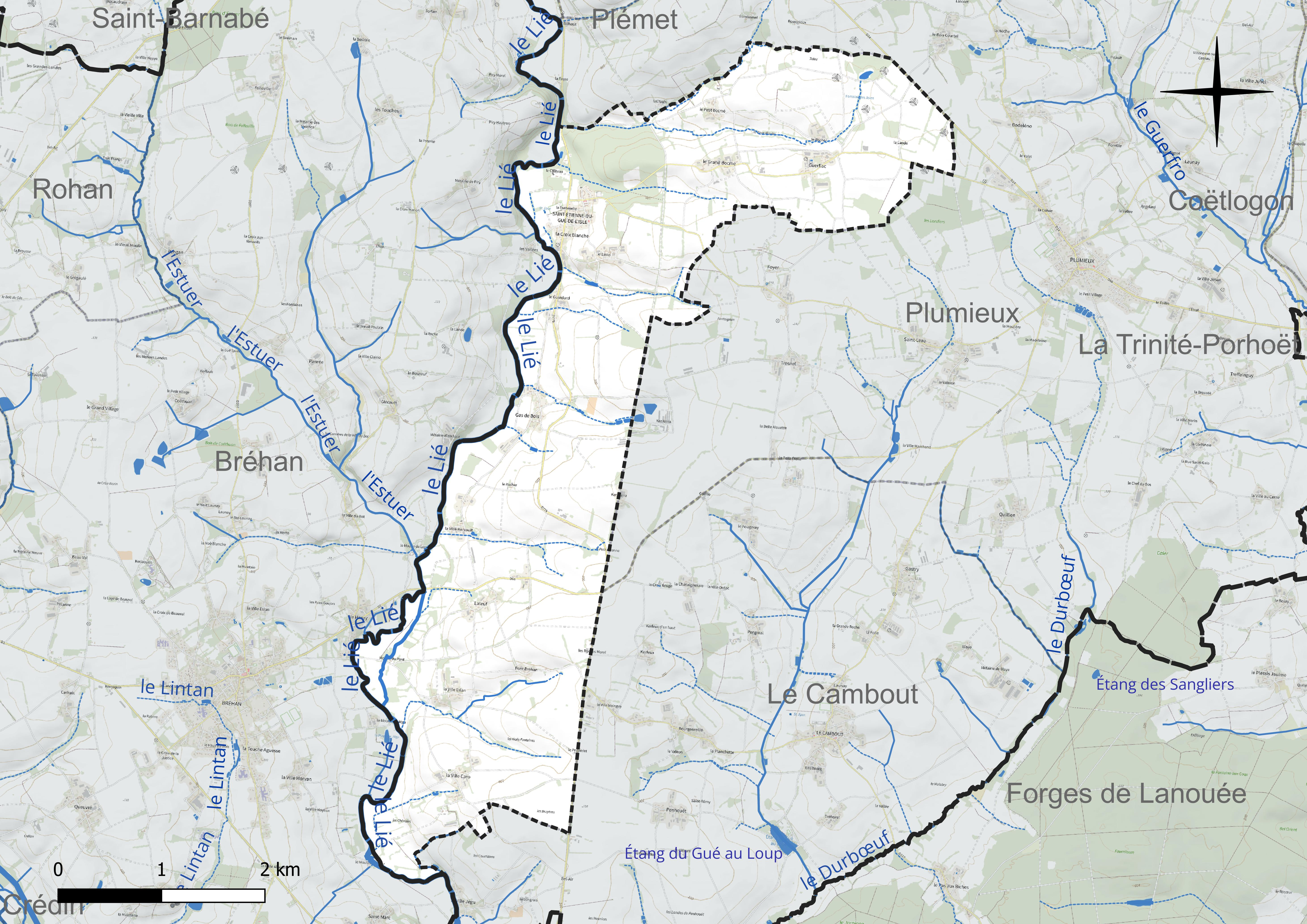
Réseau hydrographique de Saint-Étienne-du-Gué-de-l'Isle.

### Climat
Pour des articles plus généraux, voir Climat de la Bretagne et Climat des Côtes-d'Armor.
En 2010, le climat de la commune est de type climat océanique franc, selon une étude du Centre national de la recherche scientifique s'appuyant sur une série de données couvrant la période 1971-2000. En 2020, Météo-France publie une typologie des climats de la France métropolitaine dans laquelle la commune est exposée à un climat océanique et est dans une zone de transition entre les régions climatiques « Finistère nord » et « Bretagne orientale et méridionale, Pays nantais, Vendée ». Parallèlement l'observatoire de l'environnement en Bretagne publie en 2020 un zonage climatique de la région Bretagne, s'appuyant sur des données de Météo-France de 2009. La commune est, selon ce zonage, dans la zone « Intérieur Est », avec des hivers frais, des étés chauds et des pluies modérées).
Pour la période 1971-2000, la température annuelle moyenne est de 11,2 °C, avec une amplitude thermique annuelle de 12 °C. Le cumul annuel moyen de précipitations est de 852 mm, avec 13,6 jours de précipitations en janvier et 6,5 jours en juillet. Pour la période 1991-2020, la température moyenne annuelle observée sur la station météorologique la plus proche, située sur la commune de Loudéac à 11 km à vol d'oiseau, est de 11,5 °C et le cumul annuel moyen de précipitations est de 922,6 mm,. Pour l'avenir, les paramètres climatiques de la commune estimés pour 2050 selon différents scénarios d'émission de gaz à effet de serre sont consultables sur un site dédié publié par Météo-France en novembre 2022.

## Urbanisme

### Typologie
Au 1er janvier 2024, Saint-Étienne-du-Gué-de-l'Isle est catégorisée commune rurale à habitat dispersé, selon la nouvelle grille communale de densité à 7 niveaux définie par l'Insee en 2022.
Elle est située hors unité urbaine. Par ailleurs la commune fait partie de l'aire d'attraction de Loudéac, dont elle est une commune de la couronne,. Cette aire, qui regroupe 22 communes, est catégorisée dans les aires de moins de 50 000 habitants,.

### Occupation des sols
L'occupation des sols de la commune, telle qu'elle ressort de la base de données européenne d’occupation biophysique des sols Corine Land Cover (CLC), est marquée par l'importance des territoires agricoles (93,8 % en 2018), une proportion sensiblement équivalente à celle de 1990 (94,1 %). La répartition détaillée en 2018 est la suivante :
terres arables (66,6 %), prairies (17,2 %), zones agricoles hétérogènes (10,1 %), forêts (4,5 %), zones urbanisées (1,7 %). L'évolution de l’occupation des sols de la commune et de ses infrastructures peut être observée sur les différentes représentations cartographiques du territoire : la carte de Cassini (XVIIIe siècle), la carte d'état-major (1820-1866) et les cartes ou photos aériennes de l'IGN pour la période actuelle (1950 à aujourd'hui).

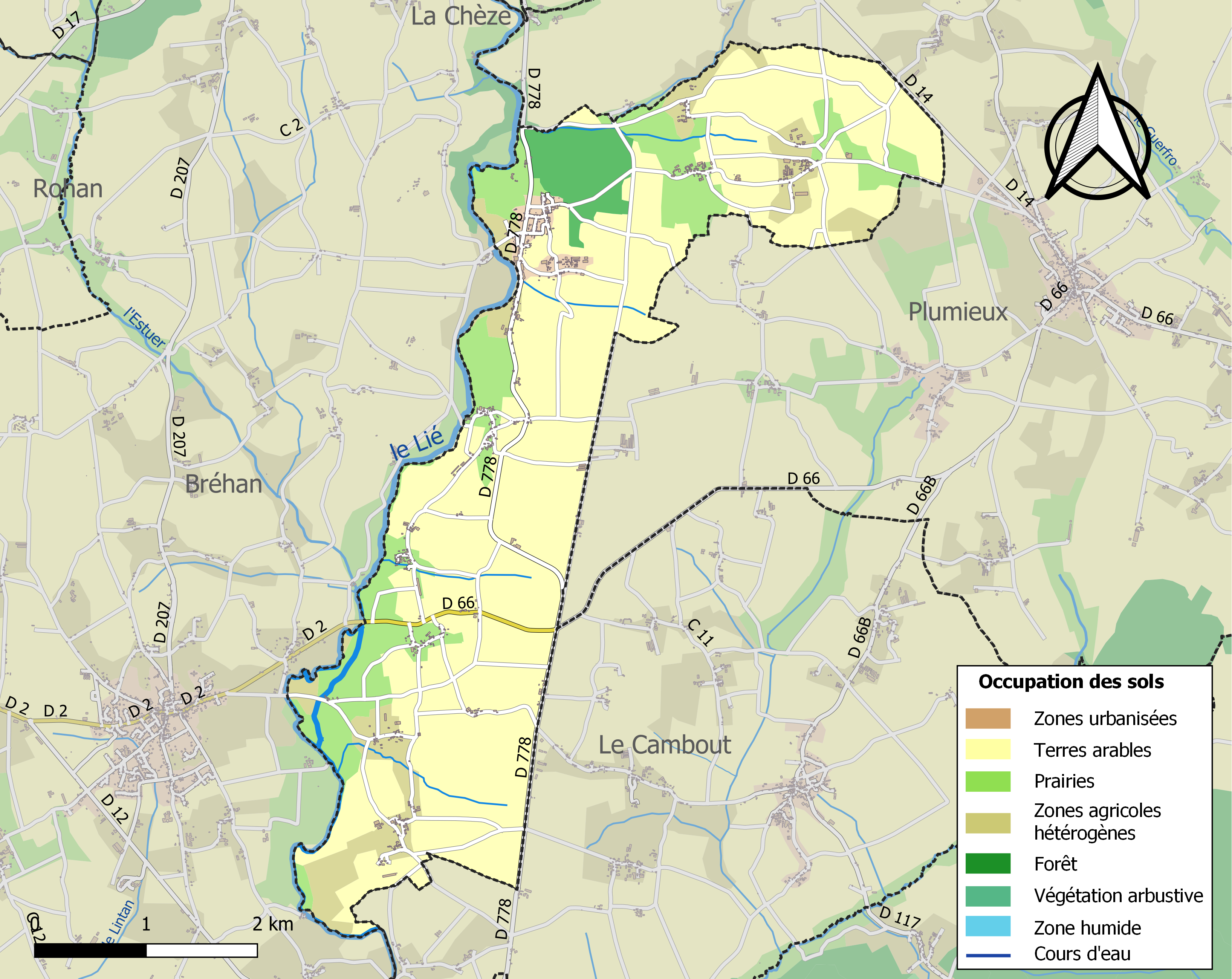
Carte des infrastructures et de l'occupation des sols de la commune en 2018 (CLC).

## Toponymie
Le nom de la localité est attesté sous les formes Le Guedelille en 1318, Le Gue de l'Isle en 1396, Saint Estienne en 1490, Saint-Etienne-du-Gué-de-l'Isle au XVIIIe siècle.
Saint-Etienne-du-Gué-de-l’Isle vient de Saint-Etienne, d'un gué sur le Lié et du nom du château de l'endroit.
Avec 30 caractères (les tirets et les espaces comptent), la commune de Saint-Étienne-du-Gué-de-l'Isle est, ex-aequo avec Saint-Malo-des-Trois-Fontaines, la commune de la région Bretagne ayant le nom le plus long depuis qu'en 2024 la commune de "Jugon-les-Lacs-Commune nouvelle" a raccourci son nom en Jugon-les-Lacs.

## Histoire
- Si vous ne connaissez pas le sujet, laissez ce bandeau (vous pouvez alors contacter les auteurs).
- Si vous supprimez le contenu mis en cause (vous pouvez préalablement contacter les auteurs),

argumentez précisément cette suppression dans la page de discussion
(un manque de référence n'est pas un argument ; une recherche réelle de référence doit avoir été effectuée, être formellement documentée).

### Aux origines
Une voie gallo-romaine joignant Vannes à Corseul et passait par les villages actuels de La ViIle Jéhan et du Chef du Bos.
La naissance d'une véritable colonie d'habitants à Plumieux date du VIe siècle et approximativement des années 540. Elle est due à l'arrivée d'un groupe de Bretons, c'est-à-dire d’individus en provenance de la Grande-Bretagne, dirigé par un saint Breton ; Mioc, disciple de saint Méen. Il y crée un plou ou paroisse, avant de se retirer en ermite dans la forêt qui porte aussi son nom Coëtmieux. Le plou créé est très étendu, puisqu'il couvre probablement les communes actuelles de Saint-Étienne, Le Cambout, Plumieux, La Chèze, La Ferrière, Coëtlogon, La Trinité-Porhoët et tout ou partie de Mohon. Il est possible qu'il couvre également une partie de Bréhan. Ce plou porte sans doute dès l'origine le nom de son fondateur, car le document dont nous parlerons plus bas le mentionne en 630 sous le nom de Plou Mioc ; en 1500, il devient Ploué Miouc, plus tard Plumieuc, avant de se transformer en Plumieux.
Le document parlant de Plumieux en 630 nous conte une histoire légendaire qui décrit aussi la région. À cette époque, Plumieux fait partie d'un territoire nommé la Domnonée qui s'étend sur les Côtes-d'Armor actuelles, une partie du Morbihan et de l'Ille-et-Vilaine, et qui est gouverné par le roi breton  Judicaël (dont dérive le nom Jicquel). Notre région étant recouverte de forêt, il n'est pas étonnant que la réserve de chasse du Roi se situe ici. Au moment où le Roi vient à la chasse, il réside dans son château de Bodieuc, en Mohon, qui dépend du plou de Plumieux. Pour prier, le Roi doit donc venir à l'église de Plumieux et traverser le Ninian sur lequel ne se trouve aucun pont. Un jour qu'il s'apprête à franchir le Ninian à cheval, Judicaël, accompagné de ses serviteurs, aperçoit un lépreux qui l'interpelle et le supplie de le monter sur son cheval pour atteindre l'autre rive. Aussitôt les compagnons de Judicaël le repoussent brutalement et se moquent de lui. Mais le roi l'installe sur sa propre selle et l'aide à traverser. Rapidement le fait est devenu légende et cette dernière ajoute que le lépreux s'est transformé en Notre Seigneur Jésus-Christ et a dit au Roi que puisqu'il était bon avec les hommes, Dieu le serait également pour lui dans le ciel.
Aussitôt implantée, la petite colonie d'habitants s'est organisée et pour vivre s'est mise à défricher la forêt et à cultiver les terres ainsi conquises. Les graines qu'on sème à cette époque en Bretagne et donc probablement aussi à Plumieux, sont le froment rouge, le seigle, l'avoine et l'énigmatique « brace ». Toutes les terres ne sont pas ensemencées. La plupart sont en prés, ce qui permet d'élever du bétail. Les activités agricoles sont donc assez semblables à celles qui ont été pratiquées, il n'y a pas très longtemps. Les arbres sont cependant différents: on ne voit pas de pommiers, mais beaucoup de poiriers et aussi de la vigne qui aurait, selon certaines personnes, donné son nom à la Côte des Vins.
En ce qui concerne l'organisation administrative, Plumieux est, comme tous les plous de cette époque, gouverné par un machtiern qui détient l'autorité judiciaire et perçoit les redevances. Il réside dans un manoir qui est en bois, comme toutes les constructions de l'époque.

### Les invasions normandes et leurs conséquences
Cette vie qui semble assez bien organisée cesse brusquement au Xe siècle lors des invasions normandes. La Bretagne est mise à feu et à sac et tous les habitants doivent s'enfuir en France dont la Bretagne ne dépend pas jusqu'en 1532. Un moine contemporain de ces invasions écrit : « Ils l'écrasent, ils la détruisent, ils en vendent ou ils en enlèvent, ou ils en chassent tous les Bretons ». Cet exil qui commence en 919, se prolonge jusqu'en 940, date où les Bretons exilés réussissent à battre les Normands. Cet abandon à peu près total pendant 20 ans a eu des conséquences très importantes. C'est ainsi que, selon de nombreux historiens, la langue bretonne a entamé sa disparition. Il est certain que les fondateurs de notre plou parlaient breton. D'ailleurs, quelques noms de villages en témoignent encore : Penhouët, Kerbut, Ouillien, Tresnel… Après les invasions normandes, des Bretons exilés sont revenus dans leur pays mais s'en sont allés le plus possible vers l'ouest afin de s'éloigner au maximum des Normands qui s'implantent à ce moment dans la province qui porte leur nom. La Bretagne orientale reste ainsi dépeuplée. Aussi le roi de Bretagne, Alain Barbetorte, incite des Francs à venir s'y établir : de cette manière, la langue française a commencé à supplanter la langue bretonne. Cette explication est donnée par La Borderie dans son ouvrage « L’Histoire de Bretagne ».
Une autre conséquence importante des troubles causés par les Normands est d'ordre géographique. En effet, après le retour, Plumieux ne retrouve pas tout son territoire: la Chèze et la Ferrière s'en sont détachées, de même que la Trinité-Porhoët et Mohon. Bien que la Ferrière ne fasse plus partie la paroisse, il est à noter la naissance de l'abbaye Notre-Dame de Lanthénac en 1150, fondée par Eudon II de Porhoët, duc de Bretagne, car elle a eu un très grand rôle sur le développement économique de la région. Cette abbaye a été, jusqu'à sa disparition, l'abbaye la plus importante de la Bretagne centrale, avec celle de Bon-Repos. C'est elle qui détient toutes les terres de la commune actuelle de Loudéac, cette dernière dépendant, semble-t-il, de la paroisse de la Chèze.
La naissance de la féodalité est aussi une autre conséquence de l'invasion normande et de l'exil des Bretons.

### Organisation du fief
La féodalité est en plein essor en France et les Bretons l'imitent en rentrant chez eux. La Bretagne se divise alors en plusieurs comtés, parmi lesquels celui de Rennes, dont dépend Plumieux. Le comté de Rennes se divise lui-même en plusieurs vicomtés et dans l'ancienne région de Poutrocoët se forme la vicomté du Porhoët qui nous concerne. Le premier vicomte du Porhoët est Gethenoc, nommé en 1008. Il habite dans un château à Château-Tro, en Guilliers, mais son nouveau titre exigeant de lui une demeure plus belle, il entreprend de construire un château à Josselin. À l’intérieur même de la vicomté du Porhoët se créent des seigneuries qui sont l’œuvre de personnages puissants ou de personnages que le vicomte veut remercier. C'est ainsi que se crée au XIe siècle la seigneurie du Gué-de-l’Isle, qui est d'abord détenue par la famille de Coëtlogon, descendante elle-même des Porhoët.
Les nouveaux nobles résident dans un château fort (probablement en bois), situé près du Lié et construit en 1040 par Eudon, vicomte du Porhoët. En 1120, la vicomté du Porhoët se scinde en deux. Il en résulte la nouvelle vicomté de Rohan qui construit son château à Rohan, puis à Pontivy, et une nouvelle vicomté du Porhoët très diminuée spatialement et économiquement et qui conserve son château à Josselin. Bien que le territoire même de Saint-Étienne soit situé géographiquement dans la vicomté du Porhoët, il ne tarde pas à passer aux mains de la famille de Rohan par le mariage d'Aliette de Coëtlogon avec Eon de Rohan, en 1270.
Pour mieux comprendre l'évolution complexe du régime féodal du Gué-de-l'Isle durant la longue période qui va du Xe siècle à la Renaissance, le tableau ci-après retrace, à grands traits, ses multiples ballottements entre le comté de Porhoët et la vicomté de Rohan.
| Comte de Rennes (874), souverain de Bretagne. | | |
| Création de la vicomté de Porhoët par démembrement du comté de Rennes au profit du Guéthenoc. Guéthenoc réside d'abord à château Thro (avant 1008) puis Josselin (1008). | | |
| Eudon Ier de Porhoët (petit-fils de Guéthenoc) construit le château du Gué de l'Isle vers 1040. | | |
| En 1120, Alain, 3e fils d'Eudon Ier, devient vicomte de Rohan, par démembrement du comté de Porhoët, et construit le château de Rohan. Il résidait auparavant à Castennec en Bieuzy. | En 1149, Eudon II de Porthoët, petit-fils d'Eudon Ier, délesté de la moitié de son territoire du fait de la création de la vicomté de Rohan, bâtit l'abbaye de Lantenac à laquelle il donne Loudéac et sa forêt. À la même époque, il construit le château de la Chèze. Eudon II est quelques années duc de Bretagne, et à l'origine de la 1re guerre de succession qui dure 50 ans. Le comté de Pohoët est mis plusieurs fois à feu et à sang et le château de Josselin est rasé deux fois. | Le Gué de l'Isle est donné en juveignerie à une date indéterminée à un puîné de la famille de Porhoët qui prend le nom de Coëtlogon. Au moment du démembrement de Rohan, il reste dans le comté de Porhoët, châtellenie de la Chèze. En 1180, la seigneurie du Gué de l'Isle appartient au chevalier Eudes de Coëtlogon. |
| En 1231, Eudon III de Porhoët, fils d'Eudon II, meurt en ne laissant que des filles. Le fief de Porhoët « tombe en quenouille ». Il est dans un premier temps démembré entre les trois filles (1248 à la Ville-Jégu). La deuxième fille, Aliénor, reçoit ce qui va rester jusqu'à la Révolution la châtellenie de la Chèze avec trois centres principaux : la Trinité, la Chèze et son château, Loudéac avec la forêt. Par son mariage avec Alain, vicomte de Rohan, ses biens passent par succession dans la vicomté de Rohan. Sont incluses dans la châtellenie de la Chèze les paroisses suivantes : Uzel, Saint-Hervé, Grâce, Saint-Thélo, Trévé, la Motte, Saint Sauveur, le Haut, la Prénessaye, Laurenan, Plém et Loudéac, Cadélac, Saint-Barnabé, la Chèze, la Ferrière, Plumieux (y compris le Gué de l'Isle), la Trinité, Saint-Mauban, Saint-Samson, et Bréhan. | | |
| Quant au reste du comté de Porhoët, à savoir la châtellenie de Josselin, Olivier de Clisson l'acquiert, par échange, en 1370. Les murs du château subissent à nouveau les assauts de la 2e guerre de succession et il doit le reconstruire. C'est la partie extérieure reconstruite qui est encore visible. La fille d'Olivier de Clisson, Béatrix, en épousant Alain VIII de Rohan, rapporte le tout dans la famille de Rohan. L'ancien fief du Porhoët, aux mains des Rohan, est reconstitué, mais la césure demeurera toujours du point de vue juridique et fiscal. | | |

La branche Rohan-du-Gué-de-l'isle, la plus célèbre de l'histoire de la seigneurie, se termine en 1520. Cette histoire compliquée explique aussi la situation juridique très ambiguë de la seigneurie du Gué-de-l'Isle et de ses terres, situation qui dure jusqu'à la Révolution : en effet, la seigneurie est désormais toujours dépendante de la vicomté, puis du duché de Rohan, mais toutes les coutumes ou usement qui ont régi l'organisation administrative, fiscale et judiciaire, demeurent toujours obligatoirement ceux de la vicomté du Porhoët.

### Institutions médiévales
Dans la paroisse même de Plumieux, il existe aussi un prieuré situé à Saint-Leau et qui appartient aux moines de l’abbaye Saint-Jacut. Il est difficile d'en parler car peu de documents en ont conservé le souvenir. Une légende le fait remonter à saint Rémi. Il serait venu s'implanter dans le village de Penhouët avec l'intention d'y construire une abbaye. Mais les habitants mécontents l'auraient chassé et saint Rémi, toujours selon la légende, aurait dit: « Je jetterai mon manteau et là où il tombera, je m'implanterai ». Son manteau tomba à Saint-Leau. Avant de partir, le saint châtie le village de Penhouët : il déclare que ses habitants ne seraient jamais riches et que la famille de ceux qui l'ont chassé engendrerait toujours des tordus et des boiteux. S'il y a bien eu un saint Rémi à la base de la fondation du prieuré, ce ne peut pas être l’évêque de Reims qui a vécu de 437 à 533, comme se plaît à le faire croire la légende. En effet, à cette époque Plumieux n'existait pas et si saint Rémi était venu, son passage aurait laissé probablement des traces. Il se peut que le saint Rémi en question soit un moine totalement oublié.
Comme tous les autres, le prieuré de Saint-Leau a le droit d'organiser une foire et d'en toucher les bénéfices, c'est-à-dire de prélever des droits sur les marchés. C'est là l'origine de la foire de Saint-Leau qui se déroule le 1er octobre. Elle s'est probablement transférée à la Chèze au moment de la disparition du prieuré au XVIIIe siècle. En 1870, il en reste encore quelques ruines, mais les pierres ont été recueillies cette année-là pour construire l'église paroissiale de Plumieux.
Le cadastre napoléonien constitue aussi une mine de renseignements. On y trouve, entre autres, mentionné un cimetière des Anglais dans le bois de Saint-Étienne, près de la route de Plumieux. Des recherches sur les guerres qui ont opposé les Bretons aux Anglais entre le XIIe et XIVe siècles permettent de donner une explication probable à l'existence de ce cimetière. Entre 1341 et 1351, les Anglais sont venus de toute évidence à Plumieux, puisque celui-ci a dû se soumettre à leur payer une très forte rançon tous les ans sous peine d'être détruit. À cette époque, les Anglais se font craindre parce qu'ils sont vainqueurs. Mais peu d'années plus tard le sort se retourne. Abandonnés par leur chef, ne pouvant plus rentrer chez eux, les malheureux soldats en sont réduits à une telle disette qu'ils ne vivent plus que de pains de chardon. En 1381, la garnison de La Chèze bat la campagne et en tue un très grand nombre.

### Les léproseries
Il existe encore quelques souvenirs d'autres institutions médiévales. C'est ainsi qu'un champ de Plumieux nommé Malandries conserve la mémoire d'une léproserie. Au Moyen Âge, les lépreux sont nombreux et on en a vu un rencontrer, quelques siècles plus tôt, le roi Judicaël. Il n'a pas été possible de recueillir quelques renseignements sur cette léproserie. Une étude sur les caquineries de Michel Chevalier, bibliothécaire à la société d'Émulation des Côtes-d'Armor indique qu'elle existait encore en 1690 ainsi qu'en témoigne l'aveu passé par Monseigneur Louis Marcel de Coëtlogon, Évêque de Saint-Brieuc, au Roi Louis XIV.

### L'imprimerie de Jehan Rohan du Gué-de-l'Isle
Après les nombreuses guerres médiévales, la Bretagne respire un peu la paix aux XVe et XVe siècles. Les seigneurs du Gué-de-l'Isle, pensent à se livrer à des choses plus sérieuses et surtout plus utiles que la guerre. Parmi ces entreprises, la plus connue et la plus importante, parce que la première en Bretagne, a été l'implantation d'une imprimerie par les Rohan du Gué-de-l'Isle sur leurs terres en 1484, soit quatorze ans seulement après l'ouverture de la première à Paris. Cette création a été l’œuvre de Jean Rohan du Gué-de-l'Isle, qui a fait venir deux imprimeurs : Robin Foucquet et Jean Crès. Ils se sont installés tout près du château, sur la rive droite du Lié, donc du côté de Bréhan-Loudéac, dans un lieu dont personne, semble-t-il, ne se souvient. Ces imprimeurs n'y sont restés que huit mois, de décembre 1484 à juillet 1485, mais ils n'ont pas perdu de temps, puisqu'ils ont écrit douze ouvrages qui se sont suivis de fort près. Les dix ouvrages dont on ne peut douter de l'authenticité, forment une petite bibliothèque en langue française des connaissances les plus utiles à un homme instruit de l'époque :
- le Trépassement Notre-Dame ;
- les Lois des Trépassés (poésie en l'honneur des morts) ;
- l'Oraison de Pierre de Nesson (prière à la Vierge) ;
- le Miroir d'Or de l'Âme Pécheresse ;
- la Vie de Jésus-Christ ;
- le Bréviaire des Nobles ;
- la Patience de Griselidis (pour les fernmes) ;
- le Songe de la Pucelle (débat entre la Vertu et le Plaisir, pour les filles) ;
- la Coutume de Bretagne ;
- le Secret des Secrets d'Aristote ;
- la lettre à Ramon ;
- la Danse des Aveugles.

La plupart de ces livres n’existent plus qu’en un exemplaire et sont conservés aux Archives nationales.
Après avoir achevé leur travail, Robin Foucquet s'en va à Poitiers (selon la Borderie), tandis que Jean Crès est appelé par les moines de Lanthenac et y fonde une imprimerie alors que celle de Saint-Étienne disparaît à jamais.

### La séparation de Plumieux
En 1520, la maison des Rohan du Gué-de-l'Isle s'éteint par le mariage de Cyprienne de Rohan avec François sire de La Feillée, Coetmenech, Langarzau, vicomte de Plouyder et de Pléhédel. C'est à ce dernier qu'on doit la création de la paroisse de Saint-Étienne, détachée de Plumieux en 1527. En ce temps-là, la religion tient une place très importante et l'assistance aux offices religieux est absolument obligatoire. Or l'église de Plumieux est très éloignée de certains villages tels que la Ville-Caro ou la Ville-Eslan. François de la Feuillée (ou de la Feillée, les deux orthographes étant également usitées), comprenant la peine de ses sujets, demande et obtient du pape Clément VII la création de notre paroisse sur ses propres terres. Pour église, il lui donne sa chapelle dédiée à saint Étienne, qui doit subir de vastes transformations pour être en mesure de recevoir tous les paroissiens. Les villages englobés dans la nouvelle paroisse sont la Ville-Caro, Pont-Bréhan, la Ville-Eslan, la Leuf, la Ville-Hervault, le Linio, les Bocmé et Guerfiac. Il manque Gâs-de-Bois qui, n'appartenant pas au seigneur du Gué-de-l'Isle, reste rattaché à Plumieux, de telle sorte que le territoire de Saint-Étienne est composé de deux morceaux.
En plus d'une église, la paroisse a aussi besoin d'un cimetière qu'on aménage quelques années plus tard autour de l'église. En attendant, les morts sont enterrés dans l'église même et le premier corps à être inhumé dans l'édifice paroissial est celui d'une petite fille de sept ans, mendiante de Bréhan, décédée au Linio.
La famille de La Feuillée ne reste pas longtemps à Saint-Étienne, puisque l'héritière, Renée de La Feuillée, épouse François de Rieux, introduisant ainsi une nouvelle famille très illustre. Les nombreux services que les Rieux rendent à la Bretagne leur valent d'être élevés au titre de marquis en 1574. Pourtant les Rieux ne font encore qu'un court passage à Saint-Étienne. Le petit-fils, Jean de Rieux, se laisse entraîner dans de telles dépenses qu'il doit vendre ses terres du Gué-de-l'Isle et de La Rivière en 1683, à la maison Le Sénéchal de Carcado, également très célèbre et dont le nom est porté avec éclat.
Le seigneur du Gué-de-l'Isle détient de nombreux pouvoirs. Il rend la justice au bourg. Il prélève des droits sur les foires qui se déroulent à Saint-Étienne. Il recueille de nombreuses redevances de la part de chaque paysan. Le paysan est également obligé de se servir des moulins du seigneur qui sont au nombre de trois en 1630 : un au Gué-de-l'Isle, un autre à Pont-Bréhan (c'est-à-dire, sans doute au Moulin du Pont) et le dernier à Penhouët. Tout ceci concernait le seigneur. Mais que font ses sujets ?

### L'activité économique
La plupart travaillent dans l'agriculture qui gagne progressivement du terrain sur la forêt. Tous les terrains défrichés ne sont pas cultivés. La plus grande partie reste en lande qui sert de pacage au bétail et qui lui fournit sa litière. Le genêt qu'on y trouve sert aussi à couvrir les chaumières et les années où le fourrage manque, les pointes d'ajonc pilées sont utilisées pour l'alimentation des chevaux.
En plus des activités agricoles, on trouve aussi des activités textiles. Mais les habitants de Saint-Étienne ne semblent pas fabriquer comme dans les régions de Loudéac, Uzel, Pontivy et même la Chèze, les fines toiles si réputées qu'elles sont exportées jusqu'en Amérique. Leurs toiles plus grossières servent à leurs besoins personnels et à ceux de la clientèle locale.
Certains habitants de Saint-Étienne ont aussi une activité liée à la forêt, soit dans l'exploitation même du bois pour les constructions navales du roi, soit dans la fabrication du charbon de bois pour les forges. Car beaucoup d'indices laissent à penser que des forges ont existé sur notre territoire: ce sont notamment des traces dans les champs, dans les noms de parcelles… Leur existence probable se situe aux XVIe et XVIIe siècles. En effet, au XVe siècle, on trouve de grandes forges à Loudéac et dans la forêt de Ouénécan. Au XVIe siècle, elles disparaissent, ruinées par les guerres de Religion. Ces grandes forges ayant disparu, il en naît de nombreuses petites à la lisière des bois. Leur apparition à Gâs-de-Bois est d'autant plus probable qu'un filon de roche contenant du minerai de fer y passe ; que la rivière permettant d'actionner les souffleries y passe également et que le bois dans cette région humide ne doit pas manquer. Bien qu'il faille garder quelque réserve au sujet de ces forges, car aucun document ne les mentionne explicitement, on peut penser qu'elles ont disparu lors de la naissance des grandes forges du Vaublanc en 1670, suivies de celles de Lanouée en 1756, construites sur ordre du duc de Rohan.

### Les guerres de religion
Ce qui est indiscutable, c'est que toutes les activités humaines ont été profondément touchées par les guerres de Religion qui se sont déroulées dans le courant et à la fin du XVIe siècle. Ici comme ailleurs, elles ont été terribles. La bête humaine s'est déchaînée ; la Borderie écrit : « Jamais aucune époque n'avait vu dans le passé, pas même la guerre de Cent Ans, jamais aucune ne verra dans l'avenir, pas même la Terreur (pendant la Révolution), les horreurs qui désolèrent alors la Bretagne. Quand les soldats ou plutôt les bandits paraissaient dans un village, les infortunés habitants n'avaient qu'une ressource : c'était de tout abandonner et de s'enfuir dans les bois, mais là ils mouraient de faim. Ils languissaient quelques jours, mangeant de la vinette (oseille sauvage) et n'avaient même pas le moyen de faire un feu de crainte d'être découverts par la fumée et ils mouraient ainsi dans ces lieux. Les loups les trouvant morts s'accoutumèrent si bien à la chair humaine que dans la suite, pendant sept ou huit ans, ils attaquaient les hommes même armés ». Saint-Étienne n'a pas dû échapper à ce fléau, surtout qu'un véritable bandit, s'abritant derrière les ravages de la guerre, s'installe dans l'abbaye de Lanthenac durant quatre ou cinq ans et dévaste entièrement tous les alentours. Il fait à lui seul beaucoup plus de méfaits que la guerre elle-même qui, pourtant, ensanglante le pays, car les seigneurs ne sont pas du même parti : ainsi les Rohan et les Rieux sont protestants, alors que les Coëtlogon sont catholiques.
La Bretagne dans son ensemble a eu beaucoup de peine à se remettre de ses maux et l'intérieur de la province encore plus que la zone côtière. C'est à cette époque que commence l'appauvrissement de la Bretagne, pays autrefois riche, et qui devient peu à peu l'une des provinces françaises les plus arriérées.

### Règlements de comptes au château
Dans sa thèse intitulée « Le criminel devant ses juges en Bretagne », Mme Christiane Plessix-Buisset raconte les épisodes d’une affaire judiciaire à rebondissements qui présente un double intérêt : sur le plan juridique et pour l’histoire locale.
Le 18 janvier 1648 « Urbain Quéchon fermier pour une moittyé de la terre et seigneurye du Gué de l’Isle, la Feillée et Belle-Isle » dépose plainte devant les juges de Ploërmel. Il aurait été attaqué, maltraité, séquestré et volé par René et Pierre Les Hardouin, Yves Huguet et Mathurin Guillemot, les deux premiers habitant le château. La veille au soir « environ demy heure après soleil couché », ils lui auraient dit notamment « Rendez la bource, nous aurons vostre argent » et parlant entre eux, « traisnes-le au chasteau du Gué de l’Isle et nous lèverons le pont et auront tous son argeant et le tiendrons enschesné et lierons pour mieux avoir son or et son argent ». C’est ce qu’ils firent, et lui volèrent 4500 livres tournois et 1000 livres en écus d’or ainsi que divers titres et quittances. Leur forfait commis, ils avaient laissé Quéchon quitter simplement le château. Celui-ci avertit dès le lendemain le juge de sa mésaventure et lui demande de se « transporter au bourg de Saint-Étienne et au chasteau du Gué de l’Ille ».
Ce que fait aussitôt le juge, accompagné du greffier et d’un sergent. « Et dudit bourg, nous sommes transportés au-devant dudit chasteau du Gué de l’Isle et trouvé les pont levys levés et ny pouvant entrer avons enjoint audit Mignot (le sergent) faire sommation et commandement à Jean Hingaut portier du chasteau de faire ouverture des portes et abattre ledit pont levis, ce que ayant fais par plusieurs fois aurions entendu la voye d’un personnage disant qu’il n’obéiroit auxdites sommations ». Il devait être tard, le voyage avait été fatigant ; ce jour-là le juge n’insista pas et rebroussa chemin : « ce que voyant serions retournés audit bourg de Saint-Estienne et avons pris notre coucher ».
Le « lendemain jour de lundi », nouvelle tentative. Les ponts sont toujours levés, et les portes toujours fermées. Nouvelles sommations. C’est alors qu’  «  auroit paru à une petite fenestre cavée du logeix du portier à main gausche vers le soleil un personnage à nous interrogeant, ayant un bonnet rouge et coueffe blanche à la teste, lequel somant derechef d’ouvrir et faire abattre les ponts, ce qu’il auroit reffuzé disant qu’il n’était point criminel et qu’il n’eut ouvert ». Cette apparition était, aux dires des personnes présentes, celle de l’un des frères Hardouin. Les choses se gâtaient car « Hardouin et nombre d’autres qui paroissoient par sur les grands ponts dudits chasteau » avaient les armes à la main. Prudent, le juge après avoir « nombre de fois sommé de faire ouverture desdites portes et ponts, ce que, dit-il, nous ayant reffusé » retourne  « audit bourg de Saint Estienne pour procéder à enqueste » et se transporte « dans l’auditoire dudit lieu du Gué de l’Isle estant dans l’un des coins du cimetière ».
La même mésaventure faillit arriver quatre mois plus tard à l’alloué et lieutenant de Ploërmel devant ce même château. Quéchon était venu se plaindre auprès des juges de cette juridiction royale d’avoir été une fois encore attaqué et mis à mal par les frères Hardouin. Mais il y avait eu mort d’homme : Boyslevin son serviteur s’était noyé dans les douves du château au cours de l’échauffourée. À la demande et sous la conduite de Quéchon, le juge se transporte au château du Gué de l’Isle, et raconte : « Estantz arrivés avons trouvé icelle porte fermée, à laquelle ayant fait frapper par ledit Rozé (le sergent) parut une servante, laquelle ne nous cognoissant se mit en effort de lever le pont ». Mais cette fois les ponts et les portes restèrent ouverts car la servante effrayée fut « empeschée de les refermer par les records et aultres » accompagnant le juge enquêteur.
Plus loin, l’auteur soulève le problème des frais d’obsèques : ceux-ci sont normalement couverts par le patrimoine successoral du défunt. Mais qu’en était-il pour les victimes qui ne possédaient bien souvent aucun patrimoine ? Dans son ordonnance, l’alloué de Ploërmel permettant d’inhumer le malheureux Boyslevin qu’on avait retiré des douves du château fournit la réponse. Les frais d’inhumation restaient à la charge du fossoyeur qui recevait en maigre compensation un vêtement de la victime ! « Ordonnons que le hault de le bas de chausse demeureront au fosseur et enterreur dudit cadavre et faisant dire une messe à l’intention dudit Boyslevin si mieux la femme dudit Boyslevin n’ayme bailler la somme de 10 sols audit fosseyeur ». La femme du pauvre valet pût-elle verser cette somme, ou le fossoyeur dut-il se contenter des hauts et bas de chausses trempés par un séjour de deux journées dans l’eau ? On l’ignore.
Des experts sont chargés de déterminer la cause de la mort. : Boyslevin était-il déjà mort avant de tomber dans l’eau ou s’était-il noyé ? Sur une question du juge qui a remarqué de l’écume et « eau bouffizante » sortant des narines et de la bouche de la victime, les experts répondent qu’ « à leur opinion et santiment telle eau escumante ne pouvoit procéder d’aultre chosse ny subjet que par estouffement et boucheure de cartillage ou narines quy peult avoir causé la mort audit Boislevin ».
Pour essayer de savoir qui a vraiment blessé mortellement Boyslevin, ou s’assurer qu’il ne s’est pas noyé accidentellement, le juge invite à toucher le cadavre toutes les personnes qui assistent, à ses côtés, à ses constatations et à celles des chirurgiens. Il y a là les maîtres de la victime, les fermiers du château, un métayer, et « Maistre Allain Boisadan, Mathurin Guillemot, Yves Périchot, ensemble Me Ollivier Guillemot et François Lorand présants », à qui l’on fait toucher ledit corps alternativement ». Tous étaient au nombre des antagonistes et avaient participé à un titre ou à un autre aux évènements de la veille. C’est donc parmi eux que l’alloué pense trouver le responsable de la mort de Boyslevin. Malheureusement, il ne peut que prendre acte de l’absence d’effet tangible des attouchements : le cadavre de Boyslevin « n’a sorty auchun sang ny eau du corps ny vissaige d’iceluy » et aucune réaction étrange ne s’est manifestée chez les soupçonnés.
Dans la suite de son étude, Christiane Plessix-Buisset relève une infraction à la procédure habituelle qui voulait que le juge n’auditionne pas les serviteurs d’un accusé. Au cas présent, il auditionne pourtant « Cyprienne Binard demeurant servante avecque ledit Mre René Hardouin ». Cette dernière dépose non seulement à décharge de son maître mais à charge de Quéchon, et c’est essentiellement sur son témoignage que Quéchon passe de l’état d’accusateur à celui d’accusé et d’inculpé !

### La restauration du château et de l'église
En ce qui concerne les édifices architecturaux de la paroisse, il convient de parler principalement du château. Là encore, nous manquons de renseignements, mais on peut penser que le château primitif à peu près certainement en bois, n'a pas traversé indemne toutes les épreuves du Moyen Âge : guerres, dévastations, incendies et intempéries de toutes sortes. Au XVe siècle, on construit une importante demeure en pierre, à laquelle on adjoint un autre bâtiment au XVIIe siècle. Le château apparaît alors comme une construction carrée, entourée entièrement de fossés remplis d'eau, tel qu'on peut le voir encore à la mairie sur l'ancien cadastre. Au XIXe siècle, les archives paroissiales nous rapportent qu'il est dans un tel état qu'on ne peut y habiter. On le restaure donc, mais en détruisant entièrement les constructions du XVe siècle. On ne conserve seulement le bâtiment du XVIIe siècle qu'on voit toujours avec sa forme allongée comportant à chaque extrémité deux tours hexagonales.
L’église a connu, comme le château, plusieurs restaurations. Cela n'a pas toujours eu le meilleur effet. Alors qu'à l'origine, la chapelle seigneuriale semble avoir eu une certaine originalité comme beaucoup de vieilles chapelles bretonnes, les transformations successives l’ont banalisée. L'église a été entièrement restaurée en 1973-74.

### La Révolution et leXIXesiècle
Aucun document ne parle de Saint-Étienne au XVIIIe siècle. On peut donc supposer que la paroisse n'a pas connu d'événement très marquant. Tous les prêtres du canton auraient émigré à Jersey lors de la Révolution. Celui de Saint-Étienne n'y arriva pas. Au mois d'octobre, s'étant résolu à prendre son passeport à Plumieux, il finit par partir. Mais au Légué, au moment où il montait sur le bateau qui devait l'emmener en Angleterre, il mourut d'apoplexie.
Le château n'est plus habité. Il est détenu par la famille de Grasse résidant dans l'Oise qui ne semble pas avoir émigré ; le château n'est donc pas vendu comme bien national.
Pendant la Révolution, le territoire de Saint-Étienne est aussi devenu commune, comme toutes les paroisses françaises.
Au cours de la Révolution française, la commune porta provisoirement le nom d'Étienne-sur-Lié.
Au XIXe siècle, de grands travaux ont été entrepris sur la commune. D'abord on construit une route importante qui rejoint la Chèze à Lanouée en 1811. Cette route est celle qu'on appelle à tort gallo-romaine. Elle devient quelques années plus tard route départementale. Dans les années 1850, on commence aussi à se soucier de mettre en valeur les landes. On procède donc à la vente d'une partie des nombreuses landes communales qui couvrent 705 hectares sur les 1489 que compte en toute la commune. Le produit de cette vente permet de construire une mairie, un presbytère, une école tenue par les sœurs de Kermaria jusqu'à ce que les événements politiques les obligent à partir. Le reste des landes est vendu en 1901 et le produit sert à améliorer les routes vicinales.
C'est aussi au cours du XIXe siècle que, par ordonnance royale, Gâs-de-Bois est rattaché à Saint-Étienne. Cela met fin à la situation bien étrange de notre commune qui est coupée en deux. Voici l’ordonnance du roi Charles X écrite à Paris le 29 avril 1829 :

« Charles, par la grâce de Dieu, roi de France et de Navarre, par tous ceux qui sont ici présents, salut.
Sur le rapport de notre Ministre Secrétaire d'État au département de l'Intérieur, de notre Conseil d'État, nous avons ordonné et ordonnons ce qui suit :
- Article 1 : la limite entre les communes de Plumieux et de Saint-Etienne du Gué de l'IsIe, arrondissement de Loudéac (Côtes-du-Nord), est fixée par la route de Loudéac à Josselin; en conséquence le village et le moulin de Gâs-de-Bois sont réunis à la commune de Saint-Etienne du Gué et y seront exclusivement imposés à l'avenir.
- Article 2 : Les diverses dispositions qui précèdent auront lieu sans préjudice des droits d'usages ou autres qui seraient réciproquement acquis.
- Article 3 : Notre Ministre Secrétaire d'État de l'Intérieur et des Finances sont chargés de l'exécution de la présente ordonnance.

Donné en notre château des Tuileries le 29 avril de l'an de grâce mille huit cent vingt neuf et de notre règne le 5e.
Pour comprendre la situation, il faut se rappeler que la route de Loudéac à Josselin est en 1829 celle qui a été construite en 1811. C'est donc elle qui devient la limite de toute la bordure orientale de la commune. »

### XXesiècle

#### Les guerres duXXesiècle
Le monument aux Morts porte les noms des 38 soldats morts pour la Patrie :
- 36 sont morts durant la Première Guerre mondiale.
- 1 est mort durant la Seconde Guerre mondiale.
- 1 est mort durant la Guerre d'Algérie

## Politique et administration

### Liste des maires
| Période                                  | Période      | Identité          | Étiquette | Qualité                                                            |
| ---------------------------------------- | ------------ | ----------------- | --------- | ------------------------------------------------------------------ |
| Les données manquantes sont à compléter. |              |                   |           |                                                                    |
| mars 2001                                | 9 avril 2014 | Jean-Yves Mainguy |           | Agriculteur Vice-Président de la CIDERAL (2014) Décédé en fonction |
| 30 mai 2014                              | En cours     | Pierre Pichard    | DVD       | Employé                                                            |

## Population et société

### Démographie
L'évolution du nombre d'habitants est connue à travers les recensements de la population effectués dans la commune depuis 1793. Pour les communes de moins de 10 000 habitants, une enquête de recensement portant sur toute la population est réalisée tous les cinq ans, les populations de référence des années intermédiaires étant quant à elles estimées par interpolation ou extrapolation. Pour la commune, le premier recensement exhaustif entrant dans le cadre du nouveau dispositif a été réalisé en 2006.

En 2022, la commune comptait 372 habitants, en évolution de +4,79 % par rapport à 2016 (Côtes-d'Armor : +1,78 %, France hors Mayotte : +2,11 %).
| 1793 | 1800 | 1806 | 1821 | 1831 | 1836 | 1841 | 1846 | 1851 |
| ---- | ---- | ---- | ---- | ---- | ---- | ---- | ---- | ---- |
| 720  | 625  | 663  | 625  | 665  | 717  | 685  | 711  | 745  |

| 1856 | 1861 | 1866 | 1872  | 1876 | 1881 | 1886 | 1891 | 1896 |
| ---- | ---- | ---- | ----- | ---- | ---- | ---- | ---- | ---- |
| 741  | 757  | 775  | 1 000 | 800  | 813  | 792  | 814  | 774  |

| 1901 | 1906 | 1911 | 1921 | 1926 | 1931 | 1936 | 1946 | 1954 |
| ---- | ---- | ---- | ---- | ---- | ---- | ---- | ---- | ---- |
| 773  | 774  | 783  | 697  | 684  | 691  | 682  | 620  | 557  |

| 1962 | 1968 | 1975 | 1982 | 1990 | 1999 | 2006 | 2011 | 2016 |
| ---- | ---- | ---- | ---- | ---- | ---- | ---- | ---- | ---- |
| 516  | 507  | 459  | 452  | 417  | 378  | 397  | 376  | 355  |

| 2021 | 2022 | - | - | - | - | - | - | - |
| ---- | ---- | - | - | - | - | - | - | - |
| 365  | 372  | - | - | - | - | - | - | - |

En 2006, les hommes étaient au nombre de 204 pour 193 femmes. Les deux sexes sont vieillissants : 55 % ont plus de 40 ans, alors que la moyenne nationale à ce niveau est de 45 % chez les hommes et 50 % chez les femmes.
Étant donné la structure de la population, le pourcentage des retraités est bien supérieur dans la commune à celui de l'ensemble du pays : 28 % contre 19,7.

## Culture et patrimoine

### Monuments et lieux touristiques
- Le château du Gué-de-l'Isle[26]. À l'intérieur, la salle haute est flanquée d'un chemin de ronde qui éclaire, entre les jambes de force de la charpente, cet espace[27].
- Les croix[26].
- Les maisons et fermes typiques[26].
- L'ancien moulin à papier du Gué de l'Isle, près du manoir du même nom, et la minoterie de Gas-de-Bois[26].
- L'église Saint-Étienne, inscrite aux monuments historiques depuis 1926[28].
- Le presbytère[26].
- Les manoirs du Grand et du Petit-Bocmé[26].

### Héraldique
| Blason | Blasonnement : De gueules à neuf macles d'or, posés 3, 3, 3 (qui est de Rohan), et à la bande d'argent. |